# Fredsbergs församling
Fredsbergs församling var en församling i Skara stift och i Töreboda kommun. Församlingen uppgick 2010 i Fredsberg-Bäcks församling.

## Administrativ historik
Församlingen har medeltida ursprung. Efter 1571 införlivades Kyrketorps församling. 
Församlingen var till 1957 moderförsamling i pastoratet Fredsberg, Bäck och Björkäng/Töreboda som till omkring 1580 även omfattade Kyrketorps församling. Från 1961 till 2010 var den annexförsamling i pastoratet Töreboda, Fredsberg och Bäck som från 1995 till 2002 även omfattade Halna församling. Församlingen uppgick 2010 i Fredsberg-Bäcks församling.

## Organister
| Period    | Namn                    | Levnadstid | Övrigt   |
| --------- | ----------------------- | ---------- | -------- |
| 1850–1852 | Nils Nilsson            | 1818–      | Organist |
| 1852–1904 | Anders Fredrik Sedström | 1852–1904  | Organist |

## Kyrkor
- Fredsbergs kyrka